# فنگ نیانهوا
فنگ نیانهوا (انگلیسی: Feng Nianhua؛ زادهٔ ۵ مهٔ ۱۹۱۴ - درگذشته نامشخص) بازیکن بسکتبال اهل چین بود.